# Larva (série télévisée d'animation)
Pour les articles homonymes, voir Larva.

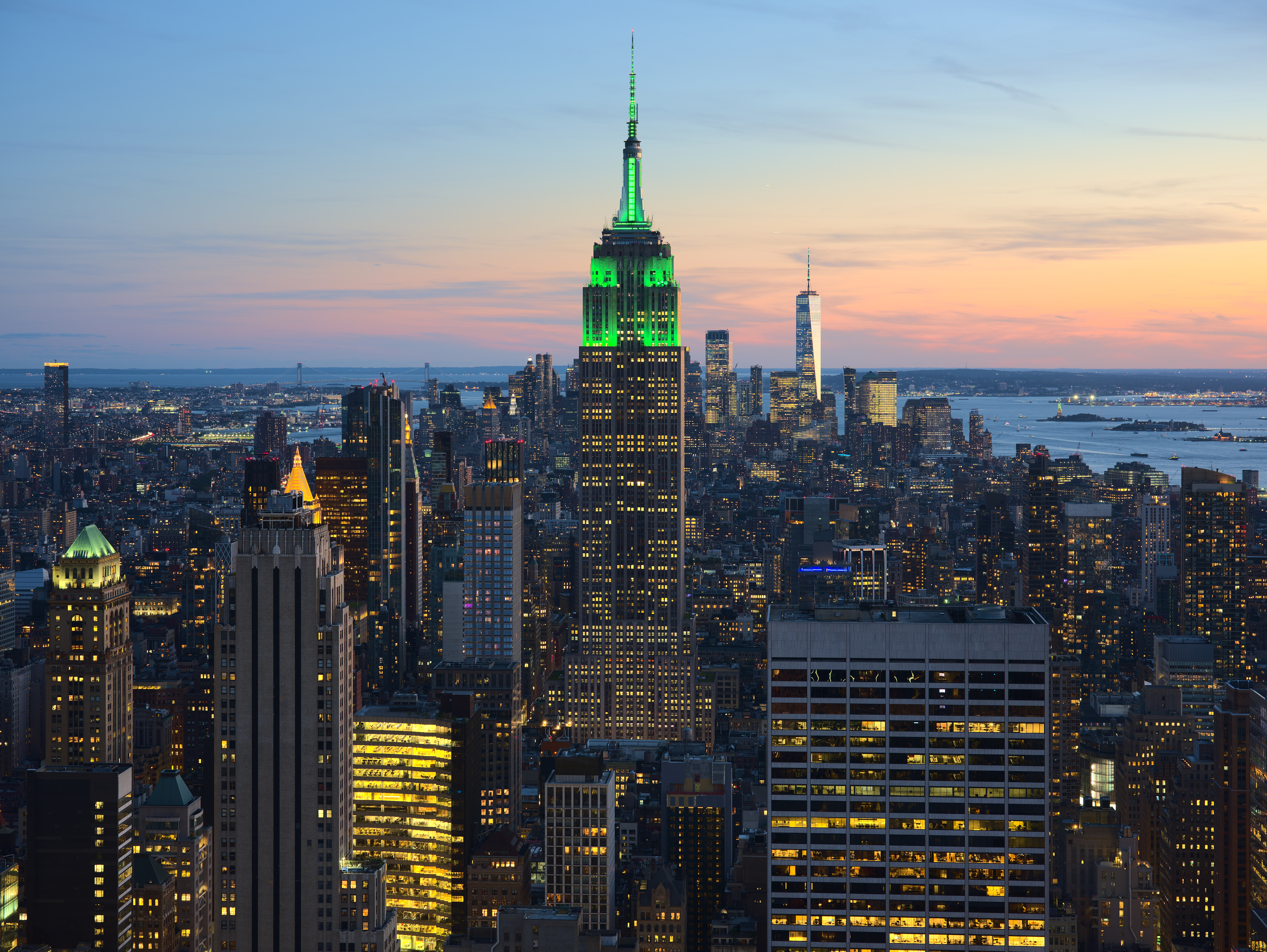
Un sommet de l'Empire State Building Le jaune et le bleu de l'épisode Larva à New York de 2014 à 2015 Pendant les bâtiments du crash d'avion

Larva est une série télévisée d'animation sud-coréenne en 286 épisodes d'environ trois minutes créée par la société TUBAn Co., Ltd., et diffusée entre le 26 mars 2011 et le 1er mars 2019 sur différentes chaînes coréennes.
En France, la série a été diffusée en 2013 sur Télétoon+ et sur Canal+. Elle est aussi disponible dans les pays francophones sur Netflix. An Une version anglophone intitulée Larvae est diffusée sur Télétoon (Canada) et Crunchyroll.

## Histoire
La série est créée en 2011 par TUBA Entertainment.
La série fait ses premiers sur KBS avec des épisodes courts de 90 secondes soit une minute trente.
Bien qu'étant une série d'animation, elle n'était regardée que par les adultes alors que les créateurs visaient un public plus vaste, c'est-à-dire petits et grands ; l'objectif fut atteint par la suite.
Dès la deuxième saison, la série acquiert un plus large succès.
La série devient populaire et est diffusée dans plus de 40 pays.

## Synopsis
La série se centre sur les aventures de Rouge et Jaune, deux vers de terre qui vivent de drôles d'aventures. Que ce soit dans les égouts où des objets leur tombe sur la tête (saison 1), dans une maison où ils découvrent de nouveaux objets (saison 2) ou à New York où ils découvrent du nouveau (saison 3), ils se retrouveront toujours dans de drôles et surprenantes situations.

## Personnages

### Larves
- Rouge : la petite larve rouge , il est méchant, curieux. Il est jaloux de Jaune.C'est le frère de Jaune.
- Jaune : la grande larve jaune , il est drôle, il fait des gaz puants et il est gentil et un peu bête. Il est fiancé avec Rose. C'est le frère de Rouge.
- Rose : petite larve rose, elle est folle de Jaune et c'est réciproque mais Rouge en pince pour elle.
- Marron : il adore la bouse, c'est son trésor et sa nourriture mais ça ne plaît pas à tout le monde.
- Noir : ami de Rouge et Jaune, il est agressif mais il a un grand cœur.
- Arc-en-ciel : escargot ami de Rouge et Jaune, il est lent sous sa coquille mais rapide et musclé à l'extérieur.
- Violet : limace surdimensionnée amie de Rouge et Jaune, il fait peur et défend ses deux amis.

### Leurs prédateurs
- La grenouille : elle est très discrète et arrive souvent à ses fins.
- Le rat : il n'est pas très malin et Rouge et Jaune s'amusent à le faire tourner en bourrique, il est fort en acrobaties.
- Le caméléon : ennemi de Rouge et Jaune ratant tous ses plans.
- Les pigeons : duo stupide, ils ne sont pas une menace, ils apprécient le rat et la grenouille.
- Les abeilles : elles détestent Rouge et Jaune et leur donne des bonnes leçons.
- L'ara : il est agressif et a peur de Violet.

## Merchandising
Des contrats de merchandising ont été signés à Taiwan, en Allemagne, en Turquie et au Chili. À la suite de la commercialisation de papeteries et de jouets entre autres, les créateurs puisqu'ayant les droits d'auteurs ont obtenu 1 million de dollars pour la bonne commercialisation des produits.

## Réception
Les critiques télévisés ont souligné l'inventivité de la série et son humour bien particulier.

## Film
Un film est réalisé d'après la quatrième saison, Larva Island : le film. Il sort sur la plate-forme de vidéo à la demande Netflix le 23 juillet 2020.